# Omlenice
Omlenice è un comune della Repubblica Ceca facente parte del distretto di Český Krumlov, in Boemia Meridionale.